# Massaker auf der Zong

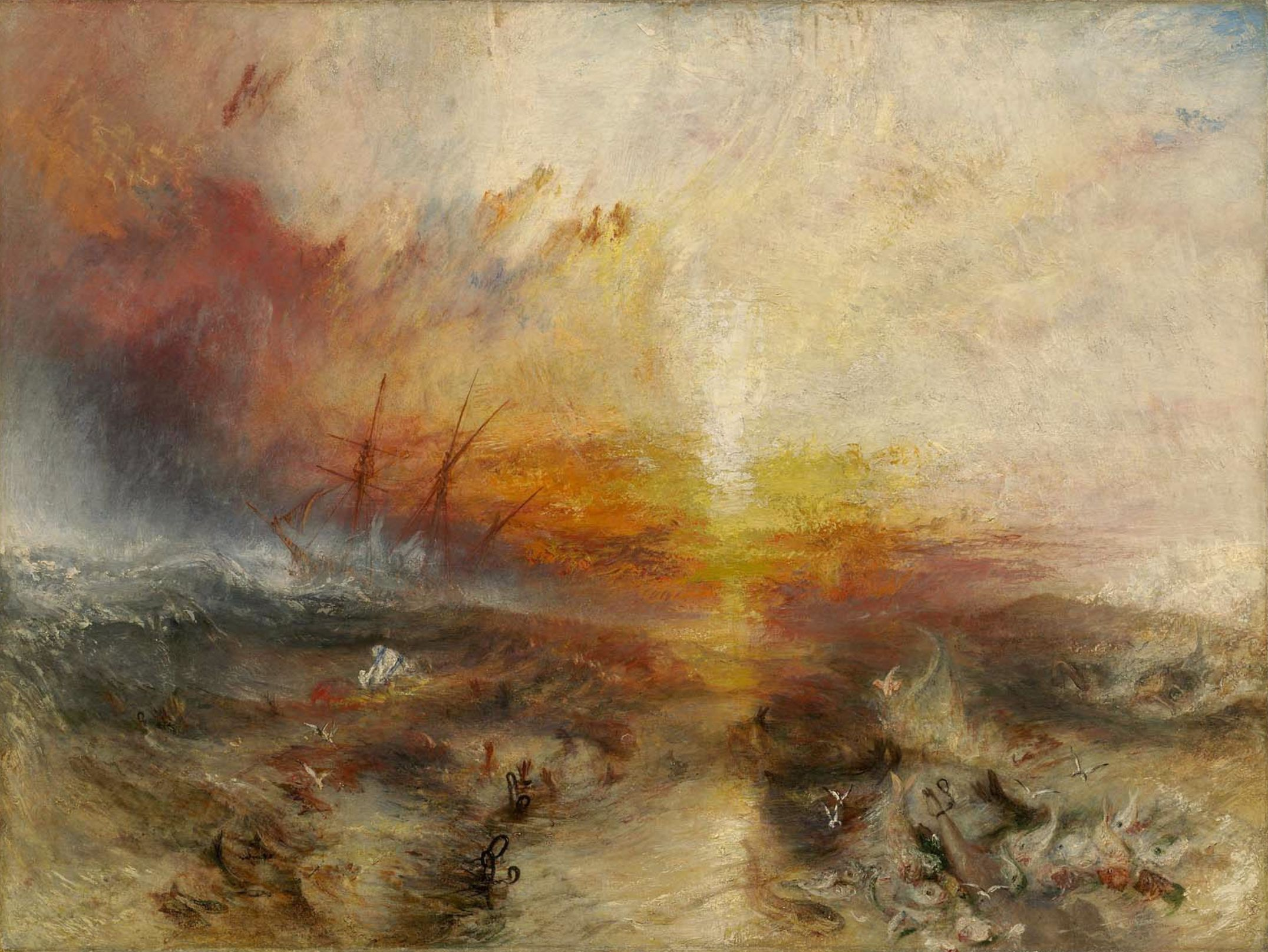
William Turner verarbeitete 1840 den mittlerweile zum Symbol gewordenen Vorfall in seinem Gemälde Das Sklavenschiff.

Das Massaker auf der Zong  war ein Massenmord an versklavten Afrikanern auf dem britischen Sklavenschiff Zong. 

## Hintergrund
Die Zong gehörte der Familie Gregson. Während ihrer Reise stieß das Schiff auf Schwierigkeiten und kam vom Kurs ab; deshalb gingen ihm die Wasservorräte zur Neige. Die viel zu kleine Besatzung warf 1781 auf der Überfahrt von Accra nach Black River auf Jamaika etwa 132 zum Verkauf bestimmte Menschen ins Meer, um eine befürchtete Wasserknappheit infolge eines Navigationsfehlers abzuwenden. Zuvor waren schon 60 durch Krankheiten gestorben. Auf dem mit 442 Sklaven auf mehr als das Doppelte des Üblichen überfrachteten Schiff war die jamaikanische Küste für das französische Saint-Domingue auf Hispaniola gehalten worden.
Der Massenmord war auch durch Versicherungsfragen motiviert; in der zivilrechtlichen Auseinandersetzung um die Geschehnisse musste die Versicherung dann auch eintreten, da die Sklaven auf See gestorben waren, also während der Geltung des Versicherungsschutzes, und ihre Tötung als Notwurf zur Rettung der übrigen Ladung gerechtfertigt gewesen sei. Ein Mordprozess wie von Granville Sharp angestrebt wurde hingegen nie geführt.
Im Unterschied zum Untergang des britischen Linienschiffes Royal George (100 Kanonen), bei dem unmittelbar vor der englischen Küste und ohne Fremdeinwirkung zwischen 800 und 950 Menschen ums Leben kamen und der etwa zur selben Zeit im ganzen Empire Trauergottesdienste und Solidaritätsveranstaltungen auslöste, blieb der Massenmord auf der Zong zunächst gänzlich ohne öffentliches Echo. Mittelfristig spielte er jedoch eine Rolle im Erstarken der Abolitionisten am Ende des 18. Jahrhunderts, die die Zong zu einem Symbol für die Grausamkeit der Sklaverei machten.

## Ablauf der Geschehnisse
Verlauf der Quelle entnommen:
- Anfang März 1781: Richard Hanley kauft die Zorgue [Zong], mit 244 Sklaven an Bord für William Gregson und weitere Eigner
- 18. Juni: Die Zong verlässt Cape Coast in Ghana
- 3. Juli: Thomas Gilbert versichert die Zong  in Liverpool für 200 Pfund, weitere Unterzeichner erhöhten die Versicherung auf 8000 Pfund
- 18. August: die Zong verlässt Accra mit 442 Sklaven und einer Besatzung von 17 Mann (ohne Kapitän und Steuermann/Maat) und einem Passagier an Bord
- 24./25. August: Die Zong erreicht St. Thomas und bunkert Wasser.
- 6. September: Zong verlässt St. Thomas mit 130 holländischen Wasserfässern zu je 120 Gallonen und zwanzig Sammelfässern zu je 25 bis 30 Gallonen.
- 14. November: James Kelsall wird als Maat suspendiert
- 18./19. November: Tobago kommt in Sicht
- 20./21. November: erste und zweite Lage der Wasserfässer sind aufgebraucht
- 27./28. November: Jamaika wird gesichtet und fälschlich als Hispaniola identifiziert
- 29. November: Collingwood bemerkt den Fehler und setzt Kelsall wieder ein. Besprechung mit der Crew, Kelsall berechnet 10–14 Tage bis Jamaika. 380 Sklaven an Bord am Leben. Entscheidung, dass ein Teil der Sklaven vernichtet werden sollte, um den Rest zu retten, und der Rest der Sklaven und der Besatzung auf halbe Wasserrationen gesetzt werden sollten ("part of slaves should be destroyed to save the rest and the remainder of the slaves and the crew put to short allowance"). 54 Sklaven (Frauen und Kinder) über Bord geworfen
- 1. Dezember: 42 männliche Sklaven über Bord geworfen
- 1.–22. Dezember: Regen, 36 Sklaven über Bord geworfen. 10 Sklaven gingen selbst über Bord. Die Gesamtzahl der Ertrunkenen beläuft sich auf 142 ("the outside number of drowned amounted to 142 in the whole")
- 22. Dezember: Zong erreicht Black River, Jamaika mit 208 Sklaven
- 5. Januar 1782: im Cornwall Chronicle wird von der Ankunft der Zorgue berichtet, nachdem 130 Sklaven über Bord geworfen seien, die Ausgabe enthält auch eine Anzeige über den Verkauf der Restlichen
- 9. Januar: 200 Sklaven werden an Bord der Zong angeboten
- Juli: Zong wird umgetauft in Richard of Jamaica und erreicht Liverpool